# Klášter Poblet
Klášter Poblet, jinak také Královský klášter Panny Marie z Pobletu (katalánsky: Reial Monestir de Santa Maria de Poblet), je cisterciácký klášter založený v roce 1151, který se nachází na úpatí pohoří Prades v comarce Conca de Barberà v Katalánsku ve Španělsku. Založili jej cisterciáčtí mniši z Francie. Hlavním architektem byl Arnau Bargués.
Tento klášter byl prvním ze tří sesterských klášterů, známých jako cisterciácký trojúhelník, které pomohly upevnit moc v Katalánsku ve 12. století. Další dva jsou Vallbona de les Monges a Santes Creus.

## Historie
Barcelonský hrabě Ramón Berenguer IV. založil na místě zvaném Poblet cisterciáckou fundaci a povolal mnichy z languedockého kláštera Fontfroide. V roce 1151 byla zahájena výstavba kaple a poté stavba kláštera Panny Marie. Zároveň s povýšením fundátorova potomstva na aragónské krále došlo k dalšímu rozmachu rozvoje opevněného kláštera, který se časem stal i královským pohřebištěm.
Cisterciáci postavili klášter v románském slohu, později byly připojeny gotické budovy. Součástí komplexu je obrovský dormitář dlouhý 87 a široký 10 m. Jeho rozměry dávají tušit, jak velké množství mnichů tu bylo ubytováno. Impozantní prostor byl počátkem 15. století přestavěn v gotickém slohu. Hlavní oltář z alabastru je mistrovským dílem renesančního sochaře Damia Formenta z let 1527–29. Královské náhrobky byly roku 1835 zničeny a ve 20. století byl rekonstruovány Fredericem Marèsem.
V klášteře jsou uloženy ostatky sv. Bernarda z Alciry, cisterciáckého mnicha a mučedníka. Je zde rovněž pohřben generální opat cisterciáckého řádu, rodák z jižních Čech, Matthäus Quatember.

## Současnost
V klášteře dodnes žije mnišská komunita. Mniši vydávají tzv. Scriptorium populeti, texty o historii kláštera a cisterciácké spiritualitě. V klášterním kostele bývají podle komunitního rozvrhu několikrát denně bohoslužby.

## Královské pohřebiště
- Alfons II. Zdrženlivý
- Jakub I. Dobyvatel
- Petr IV. Obřadný
- Jan I. Lovec
- Martin I. Soucitný
- Ferdinand I. z Antequery
- Alfons V. Šlechetný
- Jan II.